# Neobeguea ankaranensis
Neobeguea ankaranensis är en tvåhjärtbladig växtart som beskrevs av André Leroy. Neobeguea ankaranensis ingår i släktet Neobeguea och familjen Meliaceae. Inga underarter finns listade i Catalogue of Life.